# Иваново-Рудаково
Иваново-Рудаково — село в Борисоглебском районе Ярославской области, входит в состав Инальцинского сельского поселения.

## География
Расположено в 19 км на юг от центра поселения деревни Инальцино и в 33 км на юго-запад от райцентра посёлка Борисоглебский.

## История
Местная каменная одноглавая церковь во имя Смоленской Пресвятой Богородицы основана в 1854 году владельцем села Рудаковым, колокольня при ней была деревянная. До этого времени в селе существовал деревянный храм, который по ветхости была разрушен.
В конце XIX — начале XX село входило в состав Новоселко-Пеньковской волости Ростовского уезда Ярославской губернии. В 1885 году в деревне было 25 дворов.
С 1929 года село входило в состав Костьяновского сельсовета Борисоглебского района, с 1935 года — в составе Петровского района, с 1954 года — в составе Фатьяновского сельсовета, с 1959 года — в составе Покровского сельсовета Борисоглебского района, с 2005 года — в составе Инальцинского сельского поселения.

## Население
| 1859 | 2007 | 2010 |
| ---- | ---- | ---- |
| 251  | ↘2   | ↘1   |